# Duch (filozofia)
Pojęcia ducha oraz duszy wywodzą się z tradycji religijnych, które przekazują informacje o objawiających się niematerialnych rozumnych istotach, czyli duchach – Bogu lub bogach, aniołach, demonach, duchach osób zmarłych etc. W filozofii o duchu nie mówi objawienie, ale jest on czy też może być postulatem rozumu, który przyjmuje pewien obraz świata, czyli metafizykę.

## Duch i dusza
Za pomocą słowa nous Grecy oznaczali także rozum (umysł), jako zdolność człowieka do poznawania. W tym znaczeniu słowa tego używał już Homer. Także Arystoteles opisywał umysł jako „część duszy [ludzkiej] przez którą ona poznaje i rozumie” (De Anima III, 4). Rozum (duch) różni nas od zwierząt; jest podstawą naszej samowiedzy.

## Duch w filozofii starożytnej
Pojęcie ducha (νους, nous, właściwie rozum) wprowadził do filozofii Anaksagoras, który próbował wyjaśnić istnienie ruchu i porządku w świecie. Jego zdaniem świat jest rozumny, a przyczyną tego jest nadanie materii pędu przez rozumną, pozostającą poza światem siły – właśnie ducha. Anaksagoras nie uważał ducha za osobę ani też nie uważał, żeby działał on stale; podobnie jednak jak rządzący wszechświatem według Heraklita Logos stał się prototypem bytów postulowanych przez późniejszych filozofów: budowniczego świata – Demiurga, idei Dobra, duszy świata (Platon), utożsamianego z Bogiem „nieruchomego poruszyciela”, „pierwszej zasady ruchu”, „bytu koniecznego” i „czystej aktualności” (Arystoteles), czy pneumy (stoicyzm). W neoplatonizmie sfera ducha była uważana za hipostazę między Absolutem a sferą psychiczną. Podobny charakter miały dociekania gnostyków na temat eonów. Spekulacje filozofów pogańskich na temat ducha przygotowały przyjęcie monoteistycznej religii chrześcijańskiej przez warstwy wykształcone Imperium rzymskiego. (Poglądy filozoficzne na temat Boga zob. Bóg filozofów, Filozofia chrześcijańska)

## Duch w materializmie
Materializm do lat 1980. uznawał ducha (intelekt) za zjawisko czysto fizyczne, wynikające z procesów biochemicznych, zachodzących w mózgu; według materialistów mózg „wydzielał” intelekt, tak jak wątroba wydziela żółć.

## Duch w chrześcijaństwie
We wczesnym chrześcijaństwie często utożsamiano ducha z myślą, a duszę z uczuciem. Człowiek składał się więc z 3 „składników”: ciała, ducha i duszy, przy czym dusza odgrywała rolę równoważącą między ciałem i duchem. Ta koncepcja została już w 869 r. podczas IV Soboru Konstantynopolitańskiego zastąpiona koncepcją dualistyczną: duszę bezpośrednio przeciwstawiono ciału, a pojęcie „ducha człowieka” odrzucono.
We współczesnym chrześcijaństwie pojęcie ducha ogranicza się tylko do przejawów działania Osób Trójcy Świętej (głównie za pośrednictwem Ducha Świętego), a także do innych „istot duchowych”, np. aniołów i demonów.

## Duch w filozofii idealistycznej
Duch był pojmowany w niemieckiej filozofii (Schelling, Hegel) jako osnowa bytu, podmiot historii i samoświadoma idea. Podobne stanowisko zajmował Benedetto Croce i francuska Philosophie de l’Esprit (Rene Le Senne, Louis Lavelle). W nauce XIX-wiecznej pojmowano ducha jako podmiot tworzący kulturę, prawo, religię, naukę, filozofię. Według Wilhelma Diltheya dusza jest niepoznawalna, a poznać, czyli „zrozumieć” można tylko wytwory ducha – naukami o duchu (według Ernesta Troeltscha i Eduarda Sprangera) były nauki humanistyczne.
Olaf Stapledon zdefiniował ducha jako potencjał miłości, inteligencji i twórczego działania.

## Duch w teozofii
Według teozofów, duch jest najwyższą i jedyną wiecznie istniejącą formą istnienia i emanacją absolutu. Razem z intelektem i jaźnią tworzy nieśmiertelną duszę człowieka.